# 49 p.n.e.
| [ Edytuj tabelę ] |                                                                       |
| Król Armenii      | - 55 p.n.e. Artawazdes II 34 p.n.e.                                   |
| Król Bosporu      | - 63 p.n.e. Farnakes 47 p.n.e.                                        |
| Cesarz Chin       | - 74 p.n.e. Han Xuandi 49 p.n.e. - 49 p.n.e. Han Yuandi 33 p.n.e.     |
| Władca Egiptu     | - 51 p.n.e. Kleopatra 30 p.n.e. - 51 p.n.e. Ptolemeusz XIII 47 p.n.e. |
| Król Judei        | - 63 p.n.e. Jan Hirkan II 40 p.n.e.                                   |
| Król Kommageny    | - 70 p.n.e. Antioch I 36 p.n.e.                                       |
| Król Nabatei      | - 59 p.n.e. Malichus I 30 p.n.e.                                      |
| Król Numidii      | - 60 p.n.e. Juba I 46 p.n.e.                                          |
| Król Paflagonii   | - 63 p.n.e. Attalos 40 p.n.e.                                         |
| Król Partów       | - 57 p.n.e. Orodes II 37 p.n.e.                                       |
| Dyktator Rzymu    | - 49 p.n.e. Juliusz Cezar 44 p.n.e.                                   |

Rok 49 p.n.e.
stulecia: II wiek p.n.e. ~
I wiek p.n.e. ~
I wiek

lata: 59 p.n.e. «
53 p.n.e. «
52 p.n.e. «
51 p.n.e. «
50 p.n.e. «
49 p.n.e. »
48 p.n.e. »
47 p.n.e. »
46 p.n.e. »
45 p.n.e. »
39 p.n.e.

## Wydarzenia
Republika Rzymska
- 10 stycznia – Gajusz Juliusz Cezar przekroczył Rubikon rozpoczynając wojnę domową.
- 30 lipca – Cezar zwyciężył zwolenników Pompejusza w bitwie pod Ilerdą.
- 24 sierpnia – Bitwa w dolinie rzeki Bagradas.
- 6 września – Cezarianie zajęli Massalię.

## Urodzili się
- Lucjusz Domicjusz Ahenobarbus

## Zmarli
- Arystobul II
- Gajusz Skryboniusz Kurion, pretor
- Han Xuandi, chiński cesarz